# یوآن تریبو
یوآن تریبو (انگلیسی: Yoann Tribeau؛ زادهٔ ۲۶ فوریهٔ ۱۹۸۸) بازیکن فوتبال اهل فرانسه است.
از باشگاه‌هایی که در آن بازی کرده‌است می‌توان به باشگاه فوتبال آنژه و باشگاه فوتبال پاری سن ژرمن اشاره کرد.